# Distrito de Shimajiri (Okinawa)

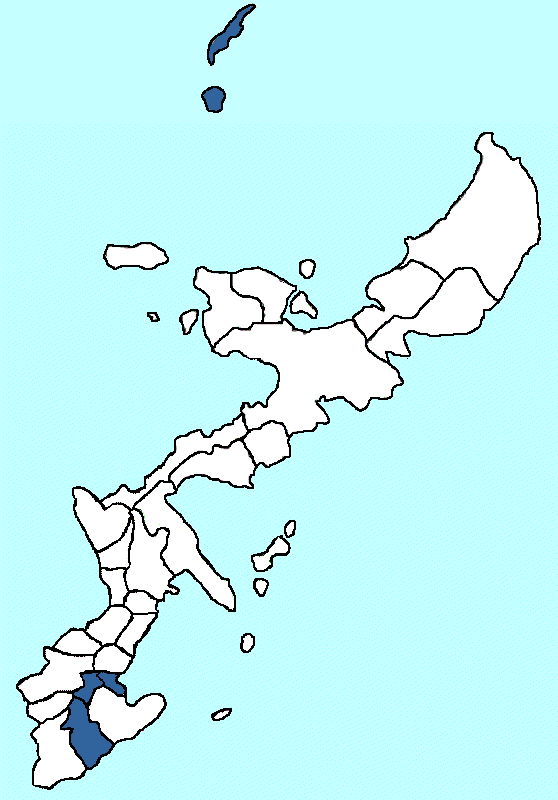
El área del distrito de Shimajiri en Okinawa.

El distrito de Shimajiri (島尻郡 Shimajiri-gun?, Okinawense: Shimajiri) es un distrito situado en Okinawa, Japón. La traducción moderna de Shimajiri significa "trasero de la isla", que puede referirse a su posición meridional de la isla de Okinawa. Esto se compara con el distrito de Kunigami, Okinawa. Sin embargo, hay unos cientos de referencias geográficas de todo Japón e incluso en las Kuriles del norte usando "Shiri", aproximado a la palabra ainu, "shir", que significa isla. A pesar de que Okinawa esta tan lejos al sur, históricamente la cultura Jomon era dominante en el continente, y los vocablos probablemente han sobrevivido, aunque sus significados originales se han perdido o modificado.
A partir de 2003, el distrito tiene una población estimada de 131.670 y una densidad de 464,36 habitantes por km². La superficie total es de 283,55 km².
El distrito también incluye a las Islas Kerama.

## Ciudades y pueblos
- Aguni
- Haebaru
- Iheya
- Izena
- Kitadaitō
- Kumejima
- Minamidaitō
- Tokashiki
- Tonaki
- Yaese
- Yonabaru
- Zamami

## Fusiones
- El 1 de abril de 2002, los pueblos de Gushikawa y Nakazato se fusionaron para formar la nueva ciudad de Uruma.
- El 1 de enero de 2006, la ciudad de Kochinda, y el pueblo de Gushikami se fusionaron para formar la nueva ciudad de Yaese.
- El 1 de enero de 2006, la ciudad de Sashiki, y las aldeas de Chinen, Ōzato y Tamagusuku se fusionaron para formar la nueva ciudad de Nanjō.

## Transporte
Los siguientes aeropuertos están ubicados en el distrito de Shimajiri y sirven a varias islas:
- Aeropuerto de Aguni (Aguni)
- Aeropuerto de Kerama (Zamami)
- Aeropuerto de Minami-Daito (Minamidaito)

El Aeropuerto de Naha en Naha sirve a las zonas del distrito de Shimajiri en o cerca de la isla de Okinawa.
- Datos: Q1206950